# David Grande
Francisco David Grande Serrano (n. Torrejón de Ardoz, Madrid, 8 de febrero de 1991), más conocido como David Grande, es un futbolista español que juega en la demarcación de delantero. Actualmente milita en el C. D. Badajoz del grupo XIV de la Tercera Federación.

## Trayectoria
Es un delantero formado en las categorías inferiores de clubs modestos como el CD Coslada y Villanueva de la Torre. Más tarde, jugaría en equipos de la comunidad de castellano-manchega y madrileños como CD Marchamalo, CF Fuenlabrada y CD Illescas de Tercera División.
David Grande vivió su primera experiencia en Segunda B con el Albacete Balompié, que le dio la opción de debutar en la categoría en la campaña 2012/13. Por entonces jugaba con su equipo filial, con el que fue máximo goleador de su grupo de Tercera División.
En la temporada siguiente disfrutó de continuidad en la categoría con el Getafe B, con el que participó en 22 partidos y aportó cuatro goles. A continuación inició un ciclo en Tercera División que le llevó al Algeciras CF, Villarrubia CF y UD Alzira. Su notable rendimiento en este último club, con el que sumó 19 tantos, le abrió de nuevo las puertas de la Segunda B tras un breve paso por el UD Poblense.
En la temporada 2016/17 se unió al CD Lealtad de la Segunda División B, en el equipo asturiano volvió a ofrecer un gran rendimiento con el que anotó 16 goles.
En la temporada 2017/18 se incorporó al Granada CF para reforzar a su equipo filial, también en Segunda B. De nuevo se mantuvo como un fijo en las alineaciones, disputando 34 partidos y firmando siete goles.
En verano de 2018, se compromete con la SD Ponferradina de la Segunda División B en el que jugaría durante la primera vuelta de la competición, ya que rescindiría su contrato con el conjunto berciano en enero de 2019.
En enero de 2019, se incorpora a las filas del Club Atlético Malagueño del Grupo IV de la Segunda División B en el que no conseguiría mantener la categoría.
En verano de 2019, firma con el Unionistas de Salamanca Club de Fútbol de la Segunda División B, en el que jugaría 18 partidos y anotaría 9 goles en la primera vuelta de la competición.
El 6 de enero de 2020, tras pagar una penalización para salir del equipo unionista, firma con el Jamshedpur FC de la Superliga de India dirigido por Antonio Iriondo.
En julio de 2021, vuelve a España para fichar por el C. D. Calahorra de la Primera Federación, donde juega media campaña. De cara a la segunda parte de la temporada, se marcha al Xerez Deportivo F. C., de la Segunda Federación.
El 8 de julio de 2022, llega libre al C. P. Cacereño de la Segunda Federación, militando aquí una temporada.
Un año después, el 23 de julio de 2023, firma por el Club Marino Luanco, de la Segunda Federación. Más tarde, en enero de 2024, se marcha a la S. D. Compostela, también de Segunda Federación.
Tras finalizar contrato con el conjunto gallego, en agosto de 2024, viaja de nuevo a la India para incorporarse al Kannur Warriors F. C. de la Superliga de Kerala. En diciembre de 2024, abandona el club indio y ficha por el Costa d'Amalfi F. C. de la Serie D de Italia. El 16 de enero de 2025, sin haber disputado ningún encuentro y tan solo 26 días después de llegar al equipo italiano, abandona el club. Ese mismo día, vuelve de nuevo a España y firma por el C. D. Badajoz de la Tercera Federación.

## Clubes
| Club                                   | País   | Año       |
| -------------------------------------- | ------ | --------- |
| CD Marchamalo                          | España | 2010-2011 |
| CF Fuenlabrada                         | España | 2011      |
| CD Illescas                            | España | 2011-2012 |
| Atlético Albacete                      | España | 2012-2013 |
| Albacete Balompié                      | España | 2013      |
| Getafe Club de Fútbol "B"              | España | 2013-2014 |
| Algeciras Club de Fútbol               | España | 2014-2015 |
| Villarrubia Club de Fútbol             | España | 2015      |
| Unión Deportiva Alzira                 | España | 2015-2016 |
| UD Poblense                            | España | 2016      |
| CD Lealtad                             | España | 2016-2017 |
| Recreativo Granada                     | España | 2017-2018 |
| SD Ponferradina                        | España | 2018-2019 |
| Club Atlético Malagueño                | España | 2019      |
| Unionistas de Salamanca Club de Fútbol | España | 2019-2020 |
| Jamshedpur FC                          | India  | 2020-2021 |
| CD Calahorra                           | España | 2021      |
| Xerez Deportivo Fútbol Club            | España | 2022      |
| CP Cacereño                            | España | 2023-2023 |
| Marino de Luanco                       | España | 2023      |
| S. D. Compostela                       | España | 2024      |
| Kannur Warriors FC                     | India  | 2024      |
| Costa d’Amalfi FC                      | Italia | 2024-2025 |
| C. D. Badajoz                          | España | 2025-Act. |